# Географія
Геогра́фія, або заст. земле́пис (від дав.-гр. γεωγραφία — опис Землі; де γεια — Земля і γραφειν — писати, описувати) — система наук, що вивчає географічну оболонку Землі (епігеосферу), її просторову природну і соціально-економічну різноманітність, господарство і населення планети, окремих її регіонів та країн, а також зв'язки між природним середовищем і діяльністю людини. В сучасному розумінні поняття «географія» заміщено поняттям «географічні науки».

## Поняття
Уперше термін «географія» ввів давньогрецький географ Ератосфен (276—194 до н. е.).

## Структура
Основне завдання сучасної географії полягає у вивченні законів і закономірностей розміщення та взаємодії компонентів географічного середовища та їхніх поєднань на різних рівнях. Складність об'єкта дослідження і широта предметної області зумовили диференціацію єдиної географії на низку спеціалізованих (галузевих) наукових дисциплін, які утворюють систему географічних наук. Водночас окремі дослідники намагалися поєднувати суспільні процеси з компонентами географічного середовища. У такий спосіб починали зароджуватися нові напрямки географічних досліджень, які, починаючи з XX століття, набули сучасних рис. Відповідно до об'єктів вивчення в сучасній географії виділяють природничо-географічні і суспільно-географічні науки, які тісно між собою пов'язані спільними завданнями всебічного вивчення природно- і виробничо-територіальних комплексів та їхніх компонентів.
Природничо-географічні (фізико-географічні) науки вивчають закономірності будови й розвитку географічної оболонки та її окремих складових частин (рельєф, клімат, води, ґрунти, рослинний і тваринний світ). До них належать загальна фізична географія (землезнавство), ландшафтознавство, палеогеографія та галузеві фізико-географічні дисципліни — геоморфологія, кліматологія, гідрологія, океанологія, гляціологія, геокріологія, географія ґрунтів, біогеографія.
До суспільно-географічних (соціально-економічних) належать науки, що вивчають географічне розміщення виробництва, умови та особливості його розвитку в різних країнах та районах — економічна, політична, географія населення, галузей економіки (промисловості, сільського господарства, транспорту тощо).
Система географічних наук включає також інтегральні наукові дисципліни: геоекологію, історичну географію, картографію, країнознавство та теоретичну географію. Крім того, до географії належать дисципліни прикладного характеру: військова, інженерна, космічна, меліоративна, медична та рекреаційна географія тощо.

### Фізична географія

Розкол палеоконтиненту Пангеї та утворення Атлантичного океану 250 млн років тому

Фізична географія вивчає закономірності будови і розвитку географічної поверхні та її окремих частин. Тобто об'єктом вивчення фізичної географії є географічна оболонка загалом, або окремі її «сфери» — атмосфера, літосфера, гідросфера, педосфера, біосфера. Основу фізичної географії становить загальне землезнавство і ландшафтознавство. За довге існування людської популяції її дослідники склали значний перелік географічних фізичних дисциплін, які створюють поняття «науки про Землю». Система фізичної географії включає також картографію, хоча інколи її окремо виділяють від головної гілки як окрему географічну дисципліну.
До фізико-географічних наук належать:
- Землезнавство (загальна фізична географія) — наука, що вивчає закономірності географічної оболонки загалом[7].
- Фізична географія — наука, що вивчає .
- Ландшафтознавство — наука, що вивчає природно-територіальні комплекси (ландшафтні), сформовані в межах географічної оболонки[7].

- Палеогеографія (від дав.-гр. παλαιός — древній) — наука, що вивчає давноминулий стан географічної оболонки Землі. Тобто древні фізико-географічні обстановки, їхню динаміку та фактори цієї динаміки в геологічному минулому (зміни клімату, тектонічні рухи, ґрунти і кори вивітрювання, зниклі екотопи). Існує два підходи, які розглядають науку або в комплексі геологічних наук, як розділ історичної геології (займається вивченням історії розвитку земної кори і Землі загалом), або географічних, як частину фізичної географії (займається вивченням фізико-географічних умови минулого). Поділяється на палеогеоморфологію, ~педологію, ~кліматологію, ~гідрологію, ~біогеографію, ~ландшафтознавство та інші. Тісно пов'язана із землезнавством, геологією, біологією та іншими природничими науками. Давню природу земної поверхні відтворюють шляхом дослідження решток, що збереглися (палеогеографічних пам'яток), та слідів (палеогеографічних індикаторів), що спільно утворюють категорію палеогеографічних документів. Палеогеографія широко застосовує загальногеографічні методи й інструменти в історичному аспекті, виробивши на їхній основі власні спеціальні: палеогеоморфологічний, ~педологічний, ~кліматичний, ~ландшафтний та інші. Практичне завдання науки полягає у розробці палеогеографічних аспектів основ раціонального природокористування при пошуках і розвідці корисних копалин, меліорації земель, прогнозуванні майбутніх змін сучасного стану навколишнього середовища тощо.

Галузеві дисципліни:
- Геодезія — .
- Геоморфологія — .
  - Берегознавство — .
  - Карстознавство — .
  - Спелеологія — .

- Метеорологія — .

- Кліматологія — .
- Гідрологія — .
  - Гідрологія суходолу — .
  - Океанологія — .
- Кріологія — .
  - Геокріологія — .
  - Гляціологія — .
- Ґрунтознавство — .
  - Географія ґрунтів — .
- Біогеографія — .

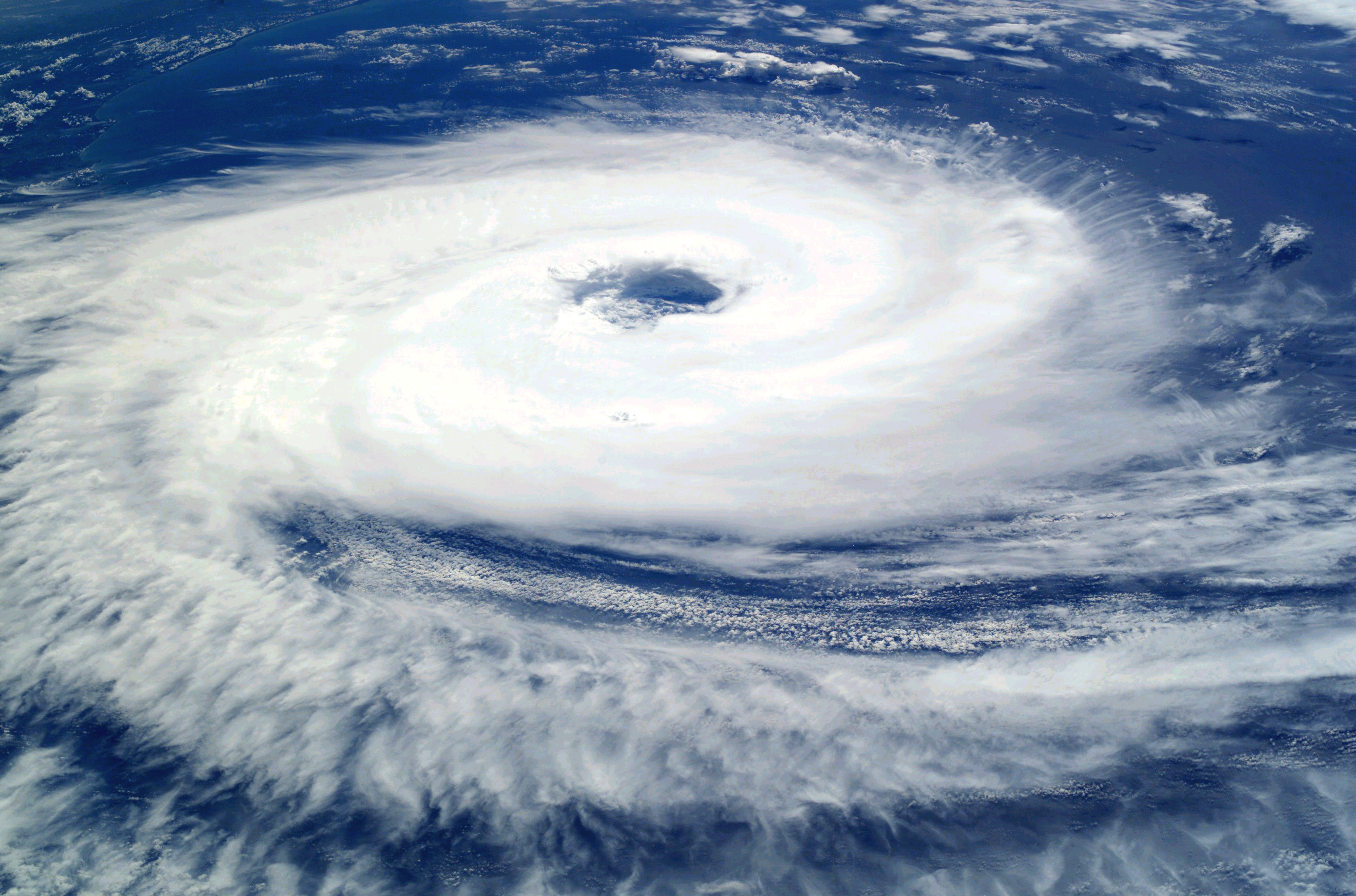
Ураган Катрина з космосу

Кліматична карта світу за Кеппеном та Гейгером

  - Фітогеографія (географія рослин) — .
  - Зоогеографія (географія тварин) — .

Палеогеографічний цикл дисциплін:
- - Четвертинна геологія — .
  - Палеогеоморфологія — .
  - Палеокліматологія — .
  - Палеопедологія(інші мови) — .
  - Палеогідрологія — .
  - Палеобіогеографія(інші мови) — .
  - Палеоландшафтознавство — .

|                      |                              |                |                           |
| Біогеографія         | Кліматологія та Метеорологія | Берегознавство | Екологічний менеджмент    |
|                      |                              |                |                           |
| Геодезія             | Геоморфологія                | Гляціологія    | Гідрологія та Гідрографія |
|                      |                              |                |                           |
| Ландшафтна екологія  | Океанографія                 | Ґрунтознавство | Палеогеографія            |
|                      |                              |                |                           |
| Четвертинна геологія |                              |                |                           |

### Суспільна географія
Економічна та соціальна географія (у деяких країнах суспільна географія отримала назву «антропогеографія» — людська географія) — це розділ географії, який вивчає особливості людського існування на об'єкті Земля, що передбачає глибоке вивчення процесу взаємодії суспільства з природою, розміщення виробництва, розселення населення, умови та особливості їхнього розвитку в різних країнах і регіонах, організації території з урахуванням природних, соціальних, економічних і екологічних чинників. Виокремлюють окремі галузі суспільної географії: географія населення, промисловості, сільського господарства, транспорту, невиробничої сфери та інші. Соціальну географію часто розглядають у комплексі з економічною географією.
До соціально-економічних географічних наук належать:
- Економічна географія — наука, що вивчає .
- Соціальна географія — наука, що вивчає .
- Політична географія — наука, що вивчає .
- Географія населення — наука, що вивчає .

Галузеві дисципліни:
Соціальний цикл дисциплін:
- Гуманітарна географія — наука, що вивчає .
- Географія культури — наука, що вивчає .
  - Географія релігії — дисципліна, що вивчає .
  - Географія спорту — дисципліна, що вивчає .
  - Етнографія — наука, що вивчає .
- Поведінкова географія(інші мови) — наука, що вивчає .

Політичний цикл дисциплін:
- - Геополітика — наука, що вивчає .
  - Геоекономіка(інші мови) — наука, що вивчає .
  - Електоральна географія — наука, що вивчає територіальні (просторові) особливості (закономірності) поведінки населення в зв'язку з виборами до основних представницьких органів державної влади і місцевого самоврядування.
- Регіоналістика — наука, що вивчає об'єктивні процеси регіоналізації (географічної, політичної, економічної, культурної).

Економічний цикл дисциплін:
- Географія розвитку(інші мови) — дисципліна, що вивчає .
- Географія світового господарства — дисципліна, що вивчає .
  - Географія промисловості — дисципліна, що вивчає .
  - Географія сільського господарства — дисципліна, що вивчає .
  - Географія сфери послуг — дисципліна, що вивчає .
  - Географія торгівлі — дисципліна, що вивчає .
  - Географія транспорту — дисципліна, що вивчає .
  - Географія туризму — дисципліна, що вивчає .

Демографічний цикл дисциплін:
- Демографія — наука, що вивчає .
  - Геоурбаністика — наука, що вивчає .

|                                                  |                                    |                                    |                   |
| Географія культури                               | Географія розвитку(інші мови)      | Економічна географія               | Медична географія |
|                                                  |                                    |                                    |                   |
| Історична географія та Географія часу(інші мови) | Політична географія та Геополітика | Географія населення або Демографія | Географія релігії |
|                                                  |                                    |                                    |                   |
| Соціальна географія                              | Транспортна географія              | Географія туризму                  | Геоурбаністика    |

#### Політична географія

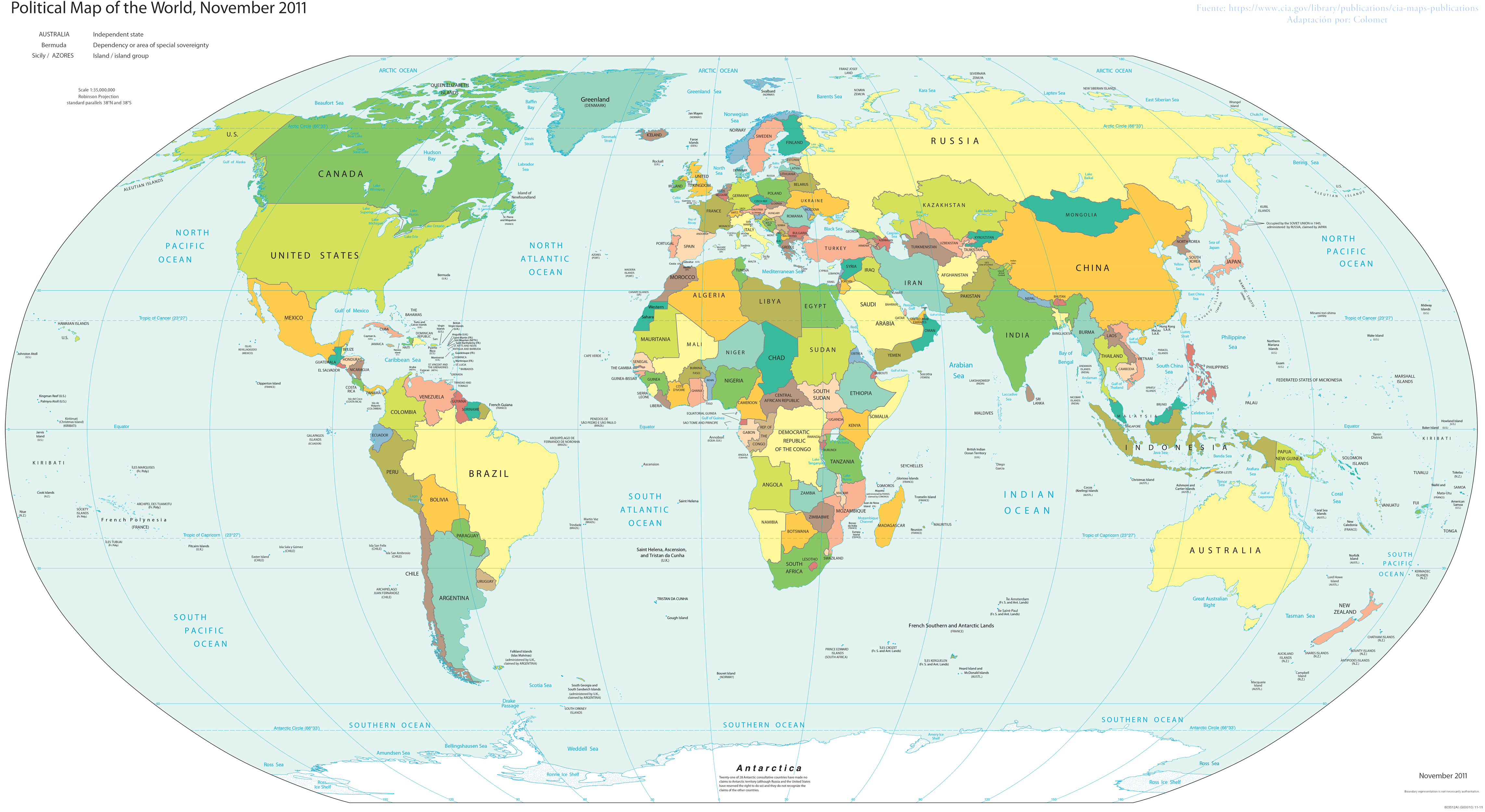
Політична карта світу

Політична географія — суспільно-географічна дисципліна, яка займається вивченням територіальної (геопросторової) організації та дослідженням географічних закономірностей формування і розвитку політичної сфери життя суспільства.
Основним об'єктом дослідження політичної географії є елементарні та інтегральні територіально-політичні системи — об'єктивно взаємопов'язані поєднання різноманітних елементів політичної сфери, що склалися на певній території — у їх взаємодії між собою і з географічним простором:
- просторові особливості формування і розвитку суспільних інститутів, які реалізують різноманітні функції політичної влади (законодавчі, виконавчі, судові, примусу і ін.), як державних (центральні і місцеві органи державного управління, міжнародні міжурядові організації), так і недержавних (політичні партії, профспілки, суспільні рухи, громадські об'єднання тощо);
- територіальні аспекти політичних відносин, які складаються між соціальними групами, націями і етносами, політичними партіями, суспільними рухами, державними і місцевими органами влади та іншими суб'єктами політичної діяльності з приводу завоювання, утримання і використання політичної влади;
- територіальна організація діяльності, внаслідок якої окремі особи, суспільні спільноти, у тому числі територіальні, і суспільні інститути відстоюють свої політичні інтереси (організація, проведення і участь у виборах й референдумах, страйках, демонстраціях, терористичних акціях, збройних виступах тощо).

### Інтегральна географія

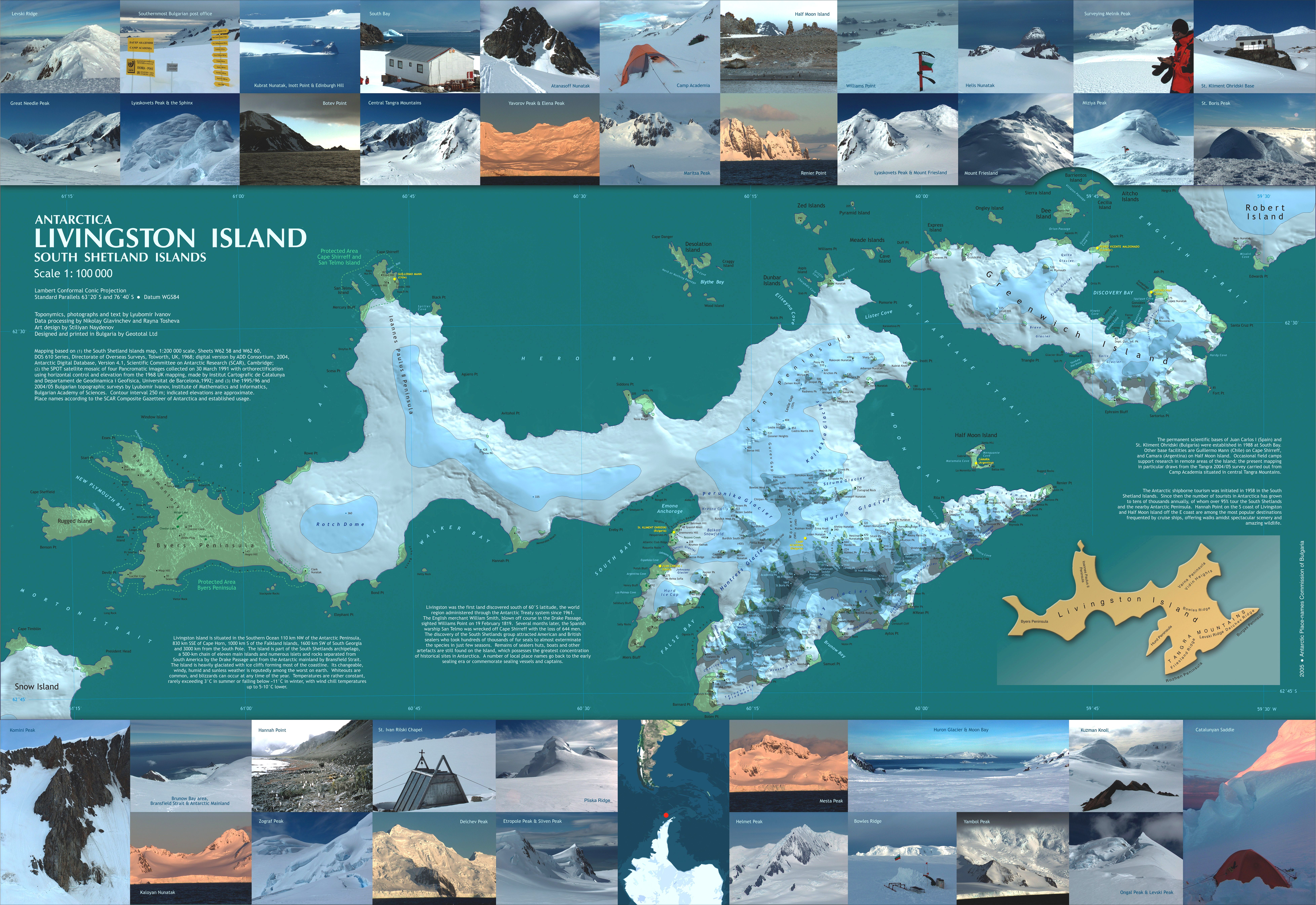
Приклад ілюстрованої карти

До інтегральних географічних наук належать:
- Геоекологія — наука, що вивчає .
  - Екологічний менеджмент — дисципліна, що вивчає .
  - Ландшафтна екологія — наука, що вивчає .
- Енвайронментологія — наука, що вивчає .
  - Ландшафтна архітектура — дисципліна, що вивчає .
  - Ландшафтна екологія — дисципліна, що вивчає .
  - Енвайроментальний менеджмент — дисципліна, що вивчає .
- Історична географія — наука, що вивчає .
  - Хроногеографія(інші мови) — наука, що вивчає .

- Картографія — наука, що охоплює вивчення, створення і використання картографічних творів. Відображає і досліджує положення в просторі, поєднання, взаємозв'язки і розвиток у часі природних і суспільних об'єктів, явищ і процесів за допомогою картографічних зображень (топографічних і загальногеографічних карт, глобусів тощо). Картографічними символами на картах відображають об'єктивну дійсність. Термін «картографія» застосовують і до картографічного виробництва як галузі, яке забезпечує потреби суспільства в картографічних зображеннях. Розділами картографії є картознавство, географічна, математична, економічна(інші мови) та цифрова картографії, картометрія(інші мови), складання та редагування карт, видання карт та атласів(інші мови), організація і економіка картографічного виробництва[9].

- Країнознавство — наука, що вивчає .
- Теоретична географія — наука, що вивчає .

### Прикладна географія
Прикладні географічні дисципліни пов'язані як з природничими, так і з соціально-економічними географічними науками. Вони обслуговують практичні завдання людської діяльності.
До прикладних географічних наук належать:
- Військова географія — наука, що вивчає .
- Інженерна географія — наука, що вивчає .
- Космічна географія — наука, що вивчає .
- Медична географія — наука, що вивчає .
- Меліоративна географія — наука, що вивчає .
- Радикальна географія — наука, що вивчає .
- Рекреаційна географія — наука, що вивчає .
- Феміністична географія — наука, що вивчає .

## Об'єкт
Об'єкт вивчення географії — закони і закономірності розміщення і взаємодії компонентів географічного середовища і поєднань на різних рівнях. Об'єктом вивчення фізичної географії є як географічна оболонка загалом, так і окремі її компоненти (атмосфера, літосфера, гідросфера, педосфера, біосфера) як окремі системи.
Основною метою географічних досліджень на сучасному етапі є наукове обґрунтування шляхів раціональної територіальної організації суспільства і природовикористання, створення основ стратегії екологічно безпечного розвитку суспільства. Більшість географів класичної школи продовжують визначати фізичну географію як науку, а решту її суспільних напрямків  — похідними наукового пізнання та суспільними проєктами, що переплітаються з різними сферами та науками.

## Завдання
Завдання географії:
- Дослідження природно-територіальних і виробничо-територіальних комплексів та їхніх компонентів, з метою раціонального природокористування, ефективного розміщення виробництва, та забезпечення сприятливих умов життя людини у навколишньому середовищі[8].
- Розробка проблем перетворення природи в рамках стійкого розвитку людства задля найефективнішого використання природних ресурсів, що не порушує незворотно стійкість місцевих і глобальних екологічних систем[4].

## Методи
У географії використовують такі методи:
- Порівняльно-географічний.
- Історико-географічний.
- Географічного моделювання.
- Картографічний.
- Палеогеографічний.
- Геофізичні.
- Геохімічні.
- Математичні, що органічно поєднують загальнонауковий підхід з гуманітарною складовою науки.
- Районування (фізико-географічне й економічне) — важливий спосіб виявлення закономірностей і взаємозв'язків досліджуваних об'єктів.
- Безпосереднє наукове спостереження.
- Статистичний.
- Комплексні.

Для збирання та обробки фактичного матеріалу проводять експедиційні, стаціонарні, лабораторні й дистанційні дослідження.

### Картографічний
- Картографічний метод — метод наукового дослідження, у якому карта виступає як модель досліджуваного об'єкта і проміжна ланка між об'єктом і дослідником. Даний метод дослідження включає: опис та вимірювання за картами, графічні побудови, площинні обраховування, аналіз і вишукування нових закономірностей.

## Історія
Географія належить до найдавніших знань людства. Вона виникла як опис географічної оболонки Землі, її структури та динаміки, взаємодії та розповсюдження у просторі окремих компонентів. Декілька тисячоліть пішло на становлення фізичної географії і формування підвалин класичної географічної науки. Водночас поодинокі дослідники намагалися поєднувати суспільні процеси з компонентами географічного середовища. У такий спосіб починали зароджуватися нові напрямки географічних досліджень, які, починаючи з XX століття, набули сучасних рис.
Перші знання про просторову організацію навколишнього світу ми знаходимо на древніших знаряддях праці, культу, наскельних малюнках. Як наука оформлюється в перших землеробських країнах Сходу (Шумері, Стародавньому Єгипті та Греції). На перших етапах географія мала переважно описовий характер і не диференціювалась на окремі галузі. Географічні знання накопичувались завдяки торгівлі, військовим походами, мореплавству. Вперше описові знання про відомі країни були узагальнені в працях Геродота (V ст. до н. е.), Арістотеля (384—322 до н. е.), Ератосфена (276—194 до н. е.), Страбона (63 до н. е.- 20-ті н. е.), Птолемея (II ст. н. е.) та ін. У їхніх працях містяться спроби перших наукових пояснень природи різних географічних явищ, висловлено припущення й теоретично доведено про кулястість Землі, вказується на взаємозв'язок між земними оболонками, дано опис відомих на той час країн Ойкумени.

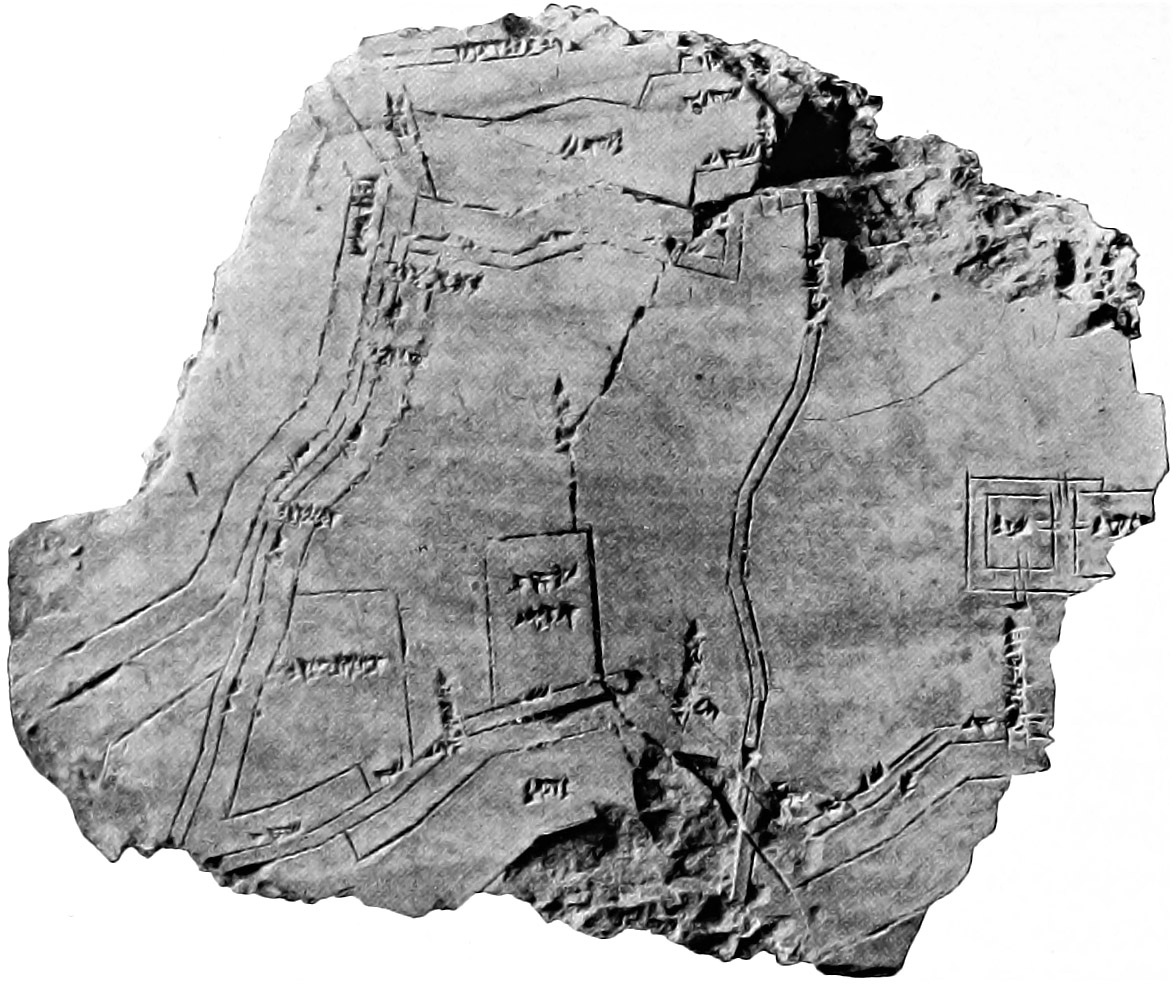
Глиняна табличка з картою Ніппуру, 1400 рік до н. е.
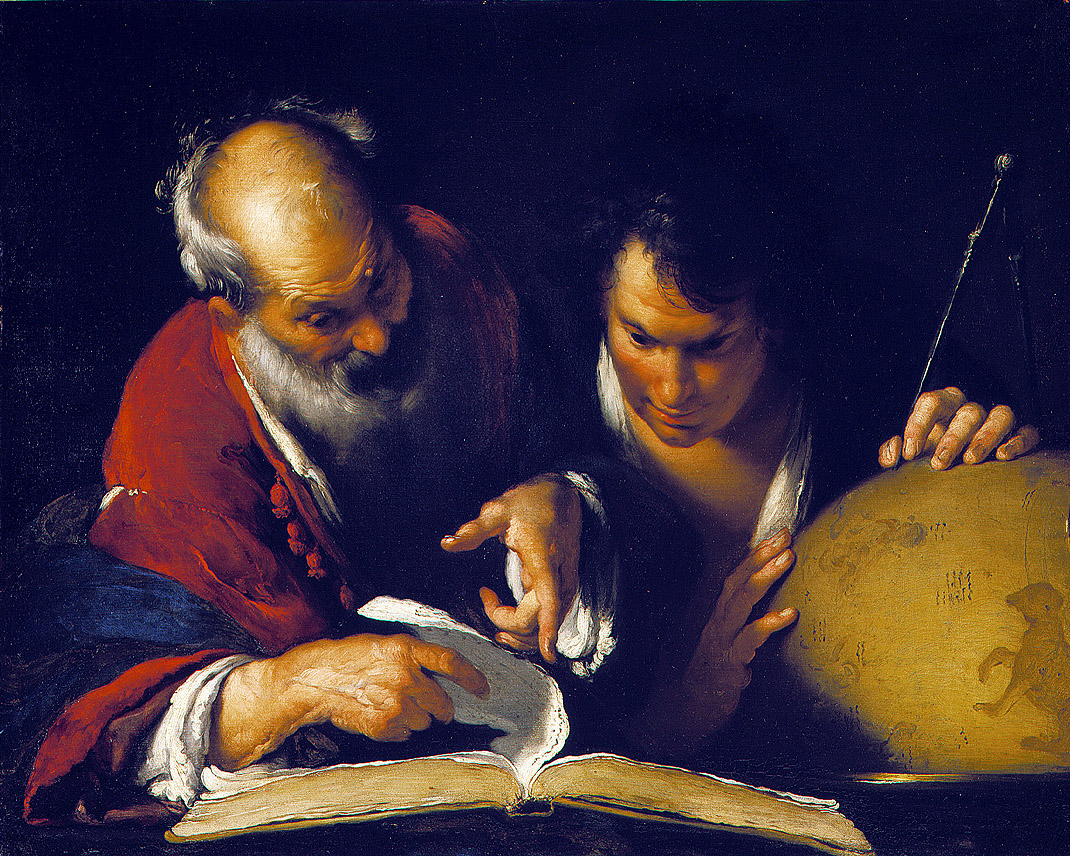
Ератосфен, «батько географії», навчає студента
Вимірювання Ератосфеном окружності Землі (англ.)
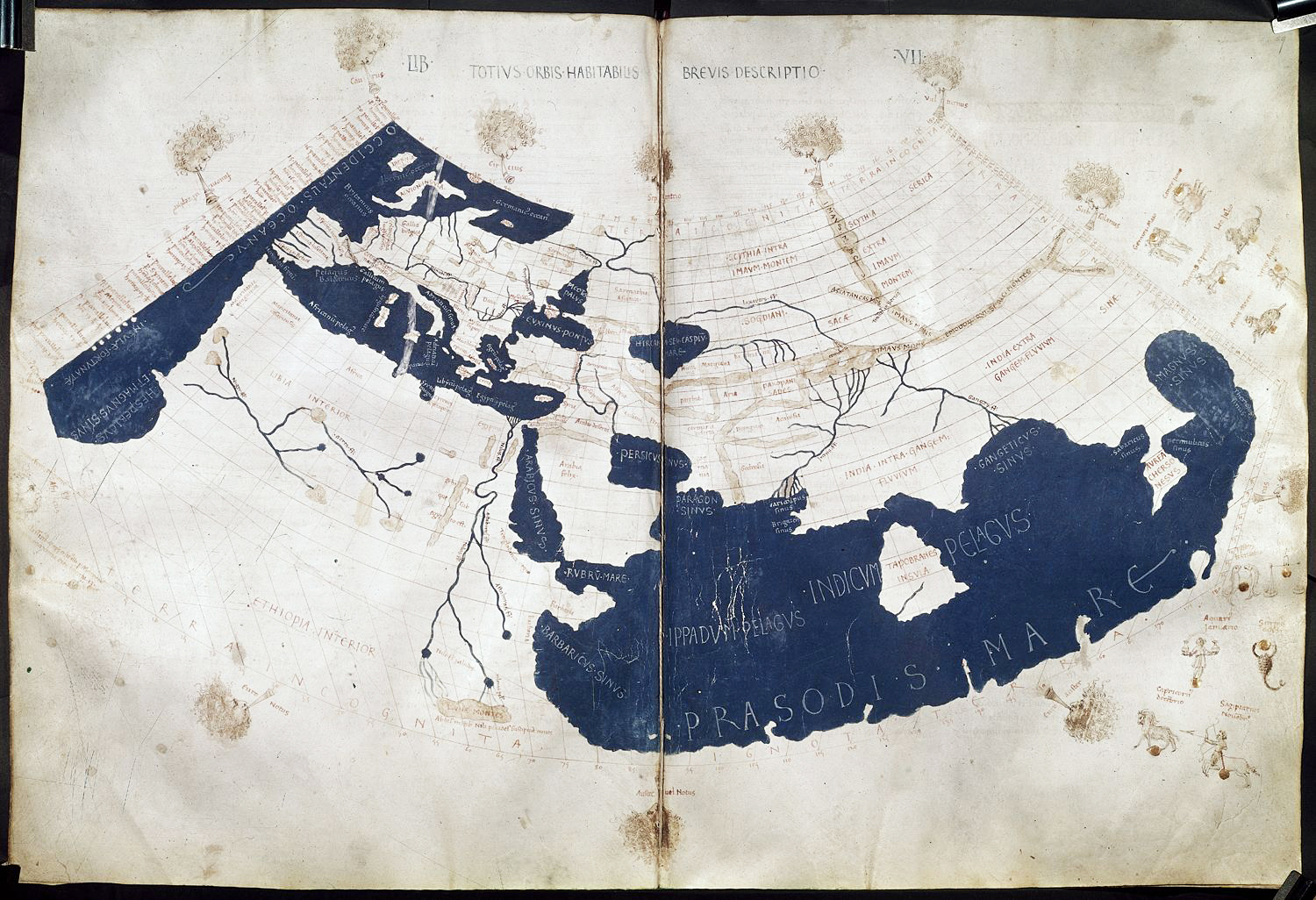
Кварта Ойкумени з карти світу Птолемея. «Географія», близько 150 н. е.
Карта світу «Tabula Rogeriana» середньовічного арабського вченого Мухамада аль-Ідрісі
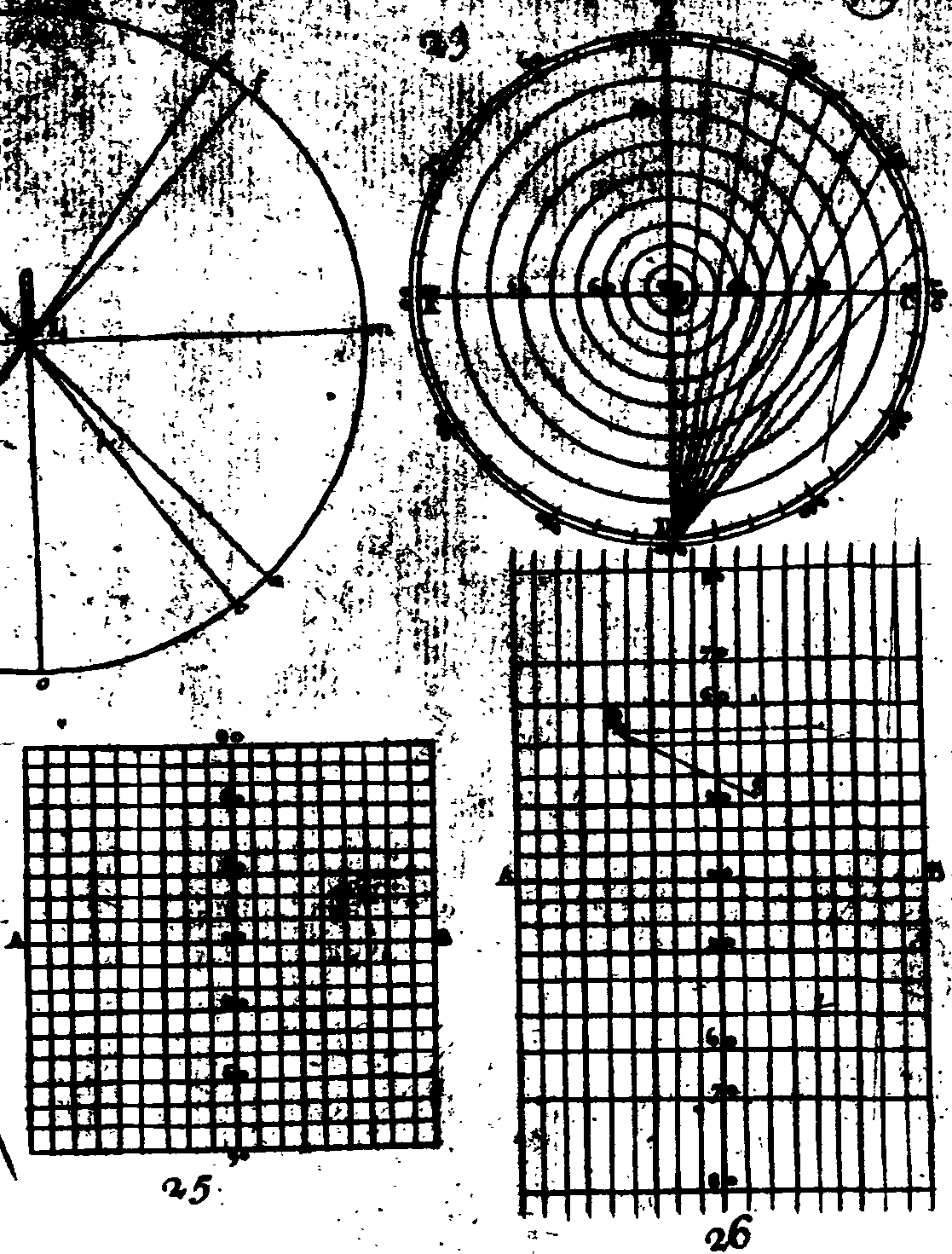
Сторінка з праці Бернгарда Вареніуса

Географічні уявлення і поняття за часів середньовіччя часто базувались на біблійних догмах. Проте діяльність учених, мандрівників, зокрема арабських і кавказьких (вірменський учений VII століття Ананія Ширакаці), венеційських і генуезьких купців сприяла одержанню нових географічних відомостей. Розквіт класичної західної географічної традиції відбувся в епоху Відродження, яка відзначилась переосмисленням досягнень епохи пізнього еллінізму. В епоху формування капіталізму потреба в розширенні ринків збуту продукції, пошуки нових джерел сировини, нових шляхів створювали передумови для дальшого розвитку науки.
В результаті Великих географічних відкриттів (XV—XVII століття), здійснених європейськими мандрівниками і мореплавцями, було встановлено контури майже всіх материків, досліджено більшу частину земної поверхні, одержані відомості про природу й господарство раніше невідомих країн. Значних успіхів за цей час досягла картографія, Герард Меркатор розробив незамінну для навігації картографічну проєкцію, якуназвано його іменем. «Загальна географія» (лат. Geographia generalis; 1650) Бернгарда Вареніуса була найбільшою узагальненою географічною працею цього періоду. У Московській державі впродовж територіальної експансії XVI—XVII століть складаються «писцеві», «межові» книги та «чертежі» («Книга Большому чертежу») до яких потрапляють важливі дані про південь та схід України. Дані про природу та населення Сибіру і Далекого Сходу одержано внаслідок колонізації московитами Сибіру.
Наприкінці XVIII та протягом XIX століття західноєвропейськими дослідниками провадились інтенсивні географічні дослідження південної півкулі. До внутрішніх районів Африки дістаються француз Фредерік Кайо (1815—1822), британці Девід Лівінгстон (1840—1873), Джон Спік (1856—1863), Генрі Мортон Стенлі (1871—1888), Герберт Вард (1884—1889) та ін. У цей час Південну Америку досліджують іспанець Фелікс де Асара (1781—1801), британець Роберт Фіцрой (1831—1832), французи Алсид д'Орбіньї (1826—1834) і Франсіс Кастельно (1844—1845) та ін. На Австралійському материку природничими дослідженнями займаються британці Чарлз Ґреґорі (1846—1858), Томас Мітчелл (1831—1847), Едвард Джайлс (1861—1876), Чарлз Стерт (1828—1860), Джон Макдуал Стюарт (1842—1872). Поряд з науковими подорожами споряджалось чимало експедицій здебільшого колонізаторського штибу. В наукових дослідженнях Центральної Азії XIX—XX століття провідна роль належить російським мандрівникам та ученим, серед яких були й етнічні українці, або люди доля яких тісно пов'язана з Україною — Петро Семенов (1856—1857), Микола Пржевальський (1867—1888), Петро Козлов (1882—1909) та ін. З другої половини XIX століття активно починає розвиватись університетська географія. 1845 року створюється Російське географічне товариство.

Карти недосліджених частин континентів та регіонів по завершенню епохи Великих відкриттів
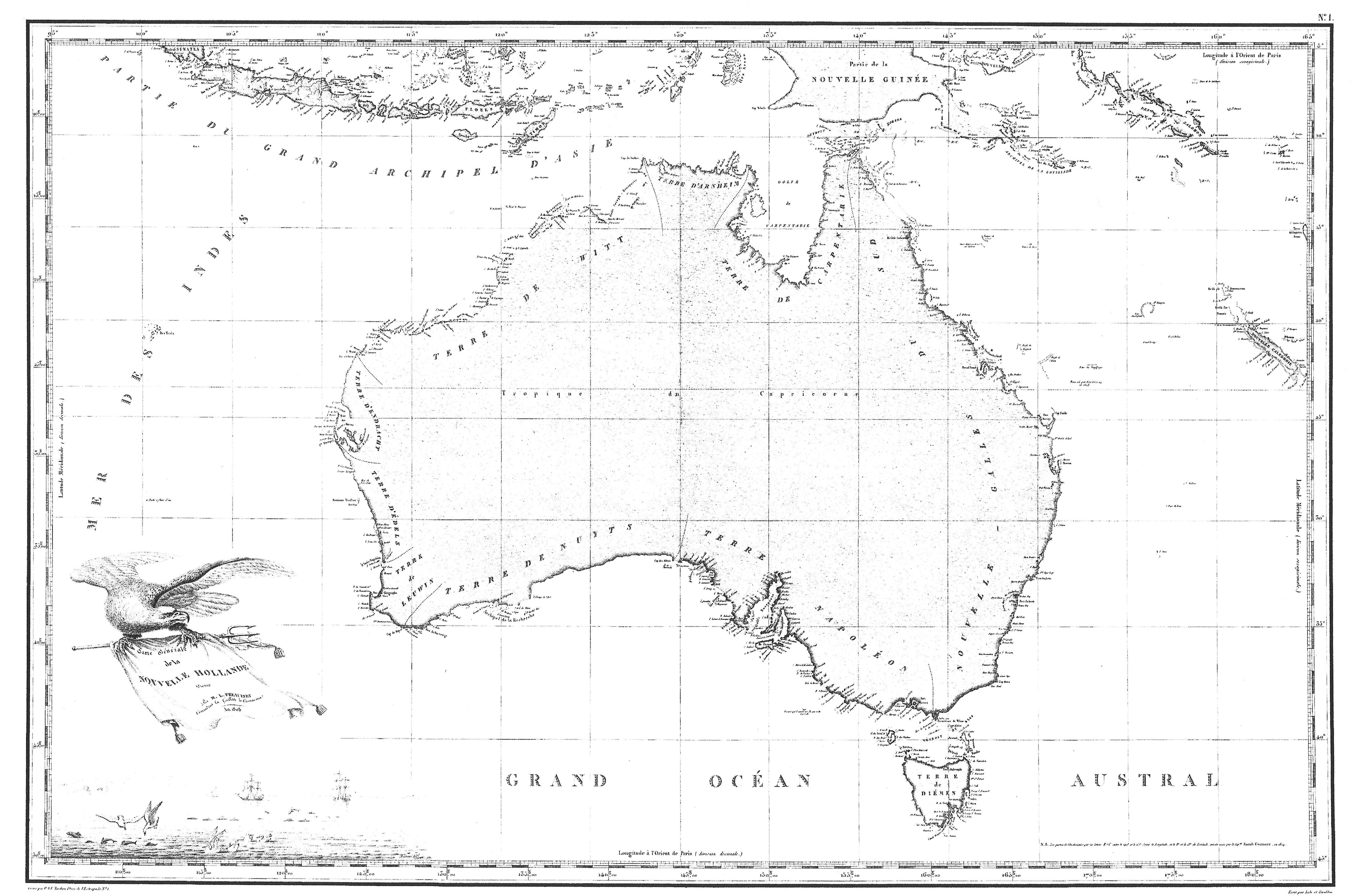
Внутрішня Австралія на початок XIX століття
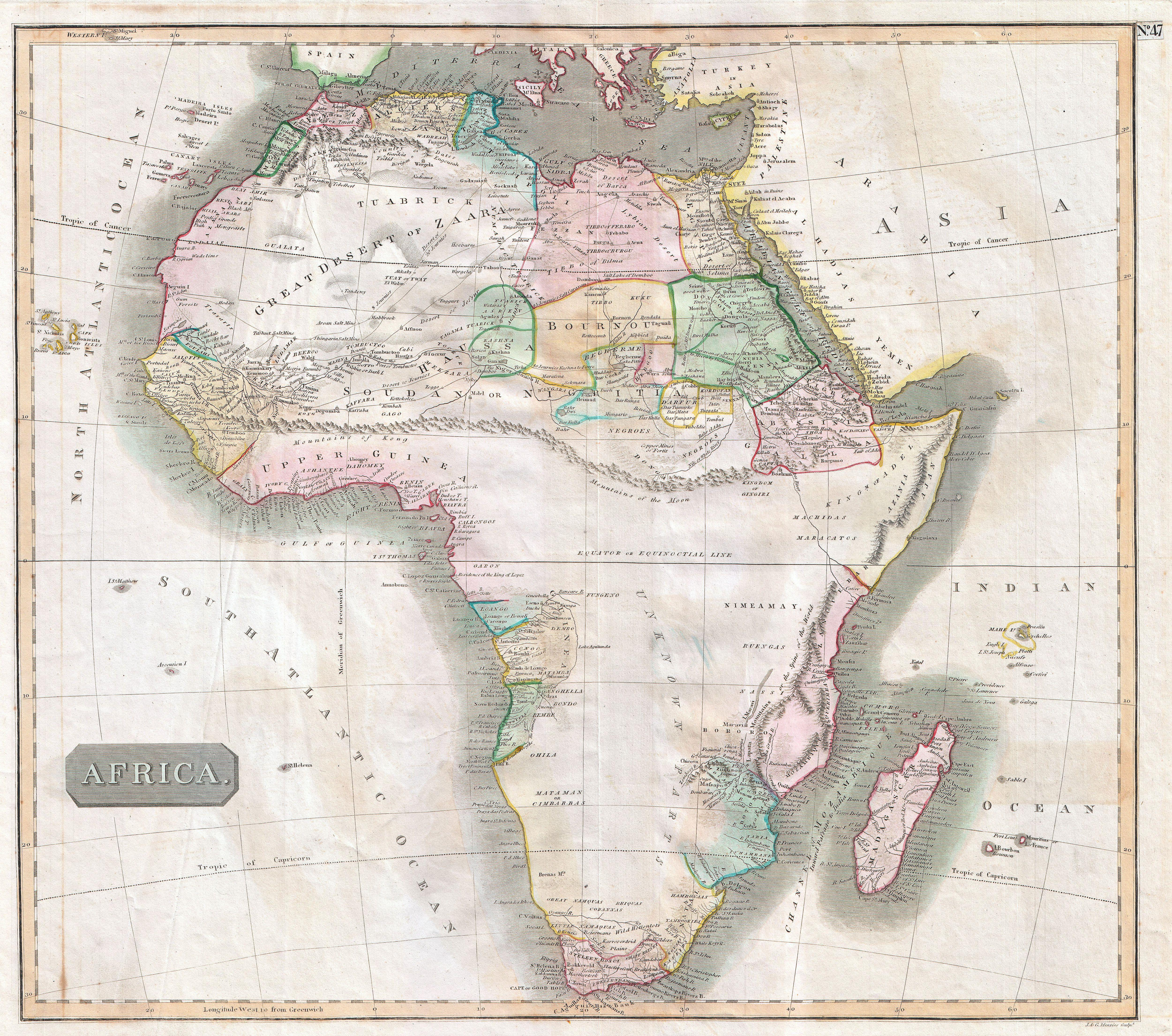
Внутрішня Африка на початок XIX століття
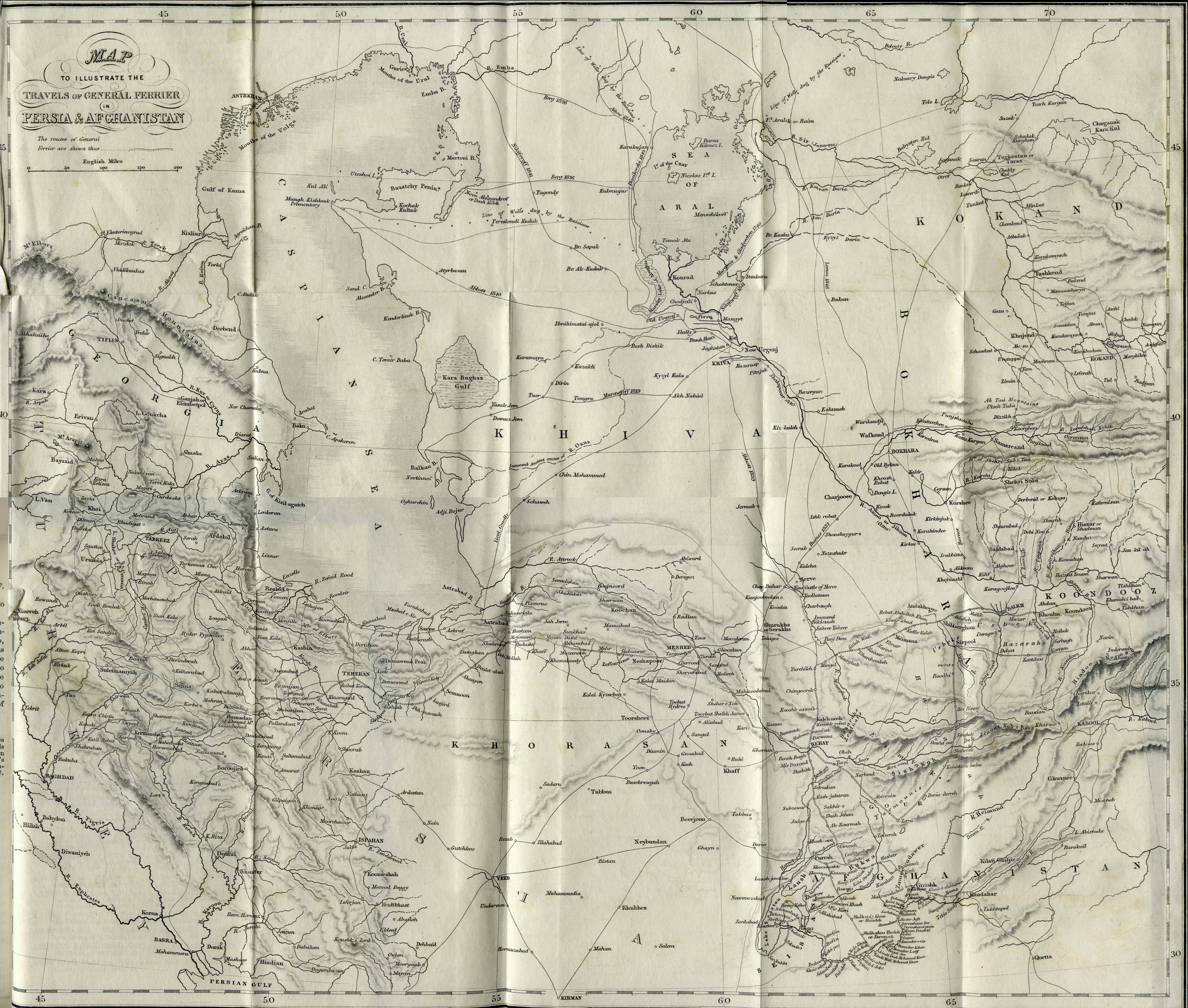
Центральна Азія на середину XIX століття
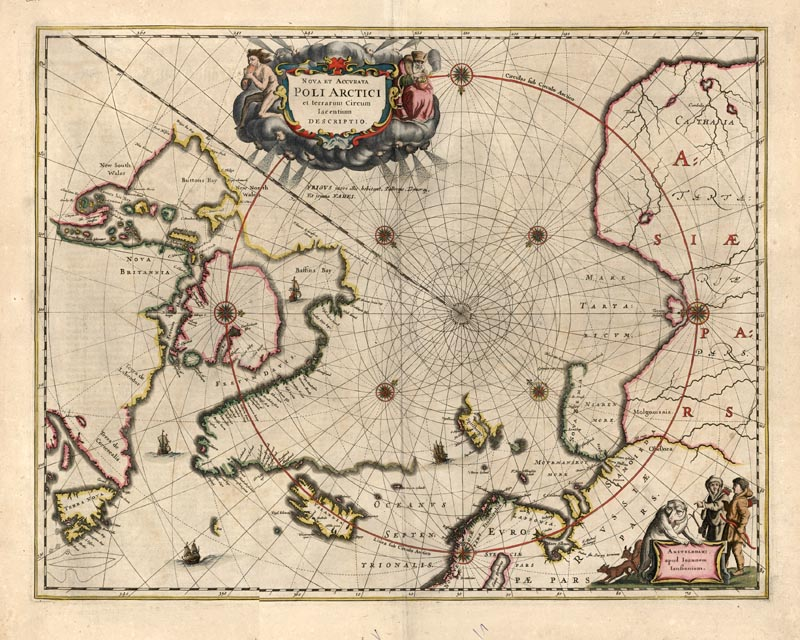
Арктика на середину XVII століття
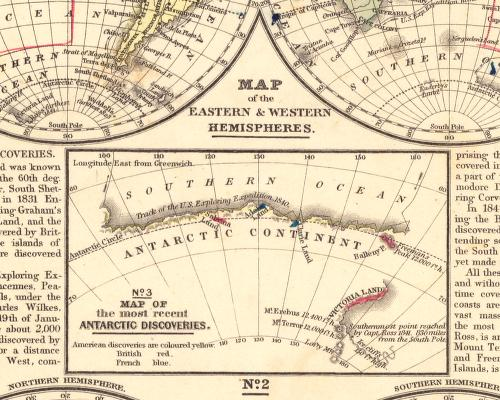
Антарктика на середину XIX століття
Дослідження Тихого океану іспанцями

Велике значення для систематизації та аналізу накопичених великих обсягів фактичного матеріалу мали праці німецького мандрівника й дослідника природи Олександра Гумбольдта, який заклав основи сучасної академічної географії. Його найвідоміша праця «Космос» (1845—1862) ґрунтується на ідеях комплексного і порівняльного підходу у вивченні природних явищ. Порівняльний метод на базі ідеалістичного підходу до географічного детермінізму (його вирішальна роль у розвитку суспільства) розвивав також його співвітчизник Карл Ріттер. Фрідріх Ратцель був визначним представником антропогеографічного напряму. Для французької наукової школи цього періоду, заснованої Полем Відалем де ла Блашем, характерне намагання обмежити сферу географічних досліджень вивченням регіональних особливостей у межах окремих країн. В Росії Василь Докучаєв заснував школу комплексних фізико-географічних досліджень, в основу яких було покладено вчення про географічну зональність. Його співвітчизники Олександр Воєйков та Дмитро Анучин зробили вагомий внесок у пізнання взаємозв'язків елементів географічної оболонки. З кінця XIX століття поступово відбувається процес галузевої диференціації географії з одночасним насиченням загальнонауковими методами й інструментарієм.
В СРСР значними були праці Андрія Григор'єва, який ввів поняття про географічну оболонку. Лев Берг запровадив дослідження географічних ландшафтів, які далі розвивали Станіслав Калесник і Віктор Сочава. Дослідження рельєфу було теоретично узагальнено в працях Інокентія Герасимова, Костянтина Маркова. Велике наукове й практичне значення мали дослідження Михайлом Будико радіаційного і теплового балансів Землі, планетарного круговороту вологи, Борисом Алісовим циркуляції повітряних мас. Світовий океан та його біологічну продуктивність досліджували Юлій Шокальський та Миколою Зубовим. Розробкою теоретичних проблем розміщення виробництва, питань економічної оцінки природних умов і ресурсів, формування економічних районів тощо займались Микола Баранський та Микола Колосовський, велись конкретні дослідження окремих регіонів та районів. Результати досліджень галузевих географічних дисциплін було покладено в основу комплексного, синтетичного вивчення природних і виробничих територіальних комплексів та їхніх взаємозв'язків.

### Географічні дослідження в Україні
Центром наукових досліджень в Україні є Інститут географії. Дослідження проводять також інші установи національної академії наук (НАНУ), зокрема відділення географії Інституту геофізики, профільні кафедри вищих навчальних закладів.
Географічна наука в НАНУ на початку її формування на академічному рівні була представлена фізико-географом і геоморфологом Павлом Тутковським (академік від 1918 року), економіко-географом Костянтином Воблим (академік з 1919), метеорологом і кліматологом Борисом Срезневським (академік з 1920). Важливу роль у розвитку географії відіграло вчення про біосферу і ноосферу українського академіка Володимира Вернадського — першого президента АН України.
У наступні роки географічну науку в АН України розвивали відомий географ і мандрівник Петро Козлов (академік з 1927), географ Степан Рудницький (академік з 1929), гідролог Євген Оппоков (академік з 1929), полярник Отто Шмідт (академік з 1934), фізико-географ і ґрунтознавець Георгій Висоцький (академік з 1939), економіко-географ Яків Фейгін (член-кореспондент з 1939).
1947 року засноване Українське географічне товариство. У перші повоєнні роки в академії Петром Погребняком (академік з 1948) проводилися дослідження з географії ґрунтів, Володимиром Бондарчуком (академік з 1951) з геоморфології, Максимом Паламарчуком (академік з 1973) з економічного районування та іншими. 1964 року було створено окремий Секторі географії в АН УРСР (Максим Веклич і Андрій Золовський). Було широко розгорнуто географічні дослідження були на регіональних природничих кафедрах Київського (Олексій Діброва, Петро Заморій, Олександр Маринич, Ігор Соколовський, Валентин Попов, Михайло Щербань), Харківського (Микола Дмитрієв), Одеського, Львівського (Каленик Геренчук, Петро Цись), Сімферопольського, Чернівецького університетів та ряду педагогічних інститутів, в установах гідрометеорологічної служби.

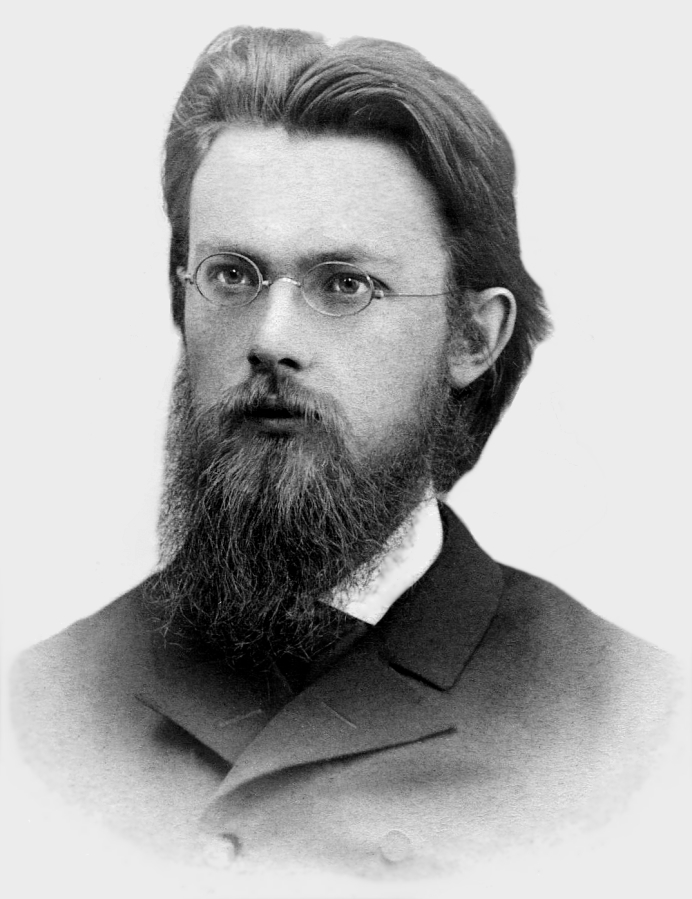
Володимир Вернадський
Борис Срезневський
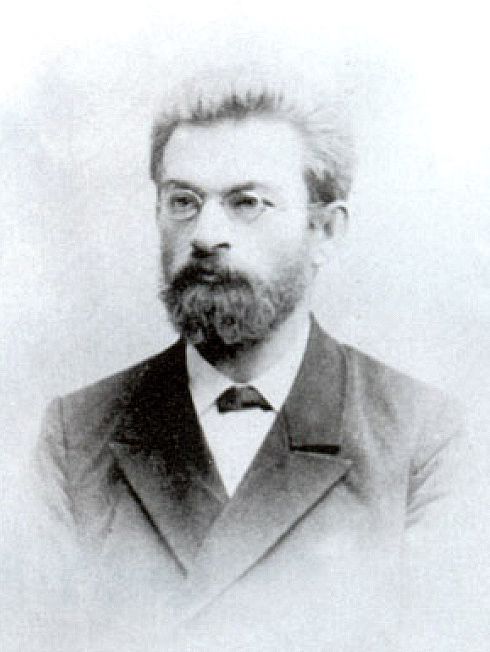
Павло Тутковський
Костянтин Воблий
Георгій Висоцький
Степан Рудницький

Було проведено дослідження природно-територіальних комплексів та виробничо-територіальних систем, вивчення окремих компонентів природи, фізико-географічного та виробничо-територіального районування, раціонального використання природних ресурсів та охорони природи. Геоморфологічні й палеогеографічні дослідження Бондарчука й Дмитрієва продовжили Дмитро Соболєв, Петро Заморій, Максим Веклич, Микола Волков, Василь Галицький, Каленик Геренчук, Іван Рослий, Ігор Соколовський, Петро Цись. Дослідження кліматичних і гідрологічних умов країни проводили Євген Опоков, Борис Срезневський, Георгій Дубинський, Костянтин Логвинов, Віктор Назаров, Валентин Попов, Олександр Раєвський, Михайло Щербань. Ґрунти країни вивчали Олексій Соколовський, Георгій Гринь, Наталія Вернандер, Микола Крупський, Іван Гоголев. Фізико-географічне районування проводили Каленик Геренчук, Олександр Маринич, Гаврило Міллер, Петро Погребняк, Генріх Швебс, Петро Шищенко. Широкі економіко-географічні дослідження були розгорнуті цілю плеядою вітчизняних вчених, серед яких особливо відзначились Костянтин Воблий, Максим Паламарчук, Опанас Ващенко, Інга Горленко, Олексій Діброва, Федір Заставний, Микола Ігнатенко, Леонід Корецький, Ізраїль Мукомель, Микола Пістун, Юхим Пітюренко, Олександр Топчіев, Олег Шаблій, Раїса Язиніна. На основі ґрунтовних досліджень створено докладні загальногеографічні та різноманітні тематичні карти і атласи. Географічним картографуванням займались Андрій Золовський, Іван Левицький, Леонід Руденко, Андрій Харченко.

### Визначні географи
- Ератосфен
- Страбон
- Клавдій Птолемей
- Мухаммад аль-Ідрісі
- Герард Меркатор
- Олександр Гумбольдт
- Карл Ріттер
- Вільям Морріс Девіс
- Поль Відаль де ла Блаш
- Гелфорд Джон Маккіндер

## Основні проблеми і дискусії
На сучасному етапі географія більше набуває конструктивного характеру (експериментально-перетворювального). У зв'язку з науково-технічною революцією стали актуальними проблеми розробки теоретичних і методичних основ наукового прогнозування результатів впливу на природу людської діяльності, вирішення регіональних і глобальних екологічних проблем.

## Організації
З 1871 року проводяться міжнародні конгреси географів-науковців, на основі яких 1922 року в Брюсселі було створено Міжнародний географічний союз (МГС; IGU).
Провідні географічні товариства світу:
- Американське (англ. American Geographical Society; US) (Нью-Йорк, США).
- Національне географічне товариство (англ. National Geographic Society; NGS) (Вашингтон, США).
- Американська асоціація географів (англ. American Association of Geographers; AAG) (Вашингтон, США).
- Британське (англ. Royal Geographical Society) (Лондон, Велика Британія).
- Данське(інші мови) (дан. Det Kongelige Danske Geografiske Selskab) (Копенгаген, Данія).
- Європейська асоціація студентів та молодих географів (англ. European Geography Association of students and young geographers; EGEA) (Утрехт, Нідерланди).
- Інститут географічних досліджень Індії (англ. The Institute of Geographical Studies; TIGS) (Бенґалуру, Індія).
- Національна асоціація географів Індії (англ. The National Association of Geographers; NAGI) (Делі, Індія).
- Канадське (англ. Royal Canadian Geographical Society) (Оттава, Канада).
- Німецьке (нім. Gesellschaft für Erdkunde zu Berlin) (Берлін, Німеччина).
- Інститут геоінформаційних систем Пакистану(інші мови) (англ. Institute of Geographical Information Systems; IGIS) (Ісламабад, Пакистан).
- Географічне товариство Карачі (англ. Karachi Geographical Society) (Карачі, Пакистан).
- Польське (пол. Polskie Towarzystwo Geograficzne, PTG) (Варшава, Польща).
- Географічний інститут імені Антона Меліка(інші мови) (словен. Geografski inštitut Antona Melika) (Любляна, Словенія).
- Російське (рос. Русское географическое общество; РГО) (Санкт-Петербург, Російська Федерація).
- Українське (англ. Ukrainian Geographical Society; UGS) (Київ, Україна).
- Французьке (фр. Société de géographie) (Париж, Франція).

Будівлі штаб-квартир географічних товариств
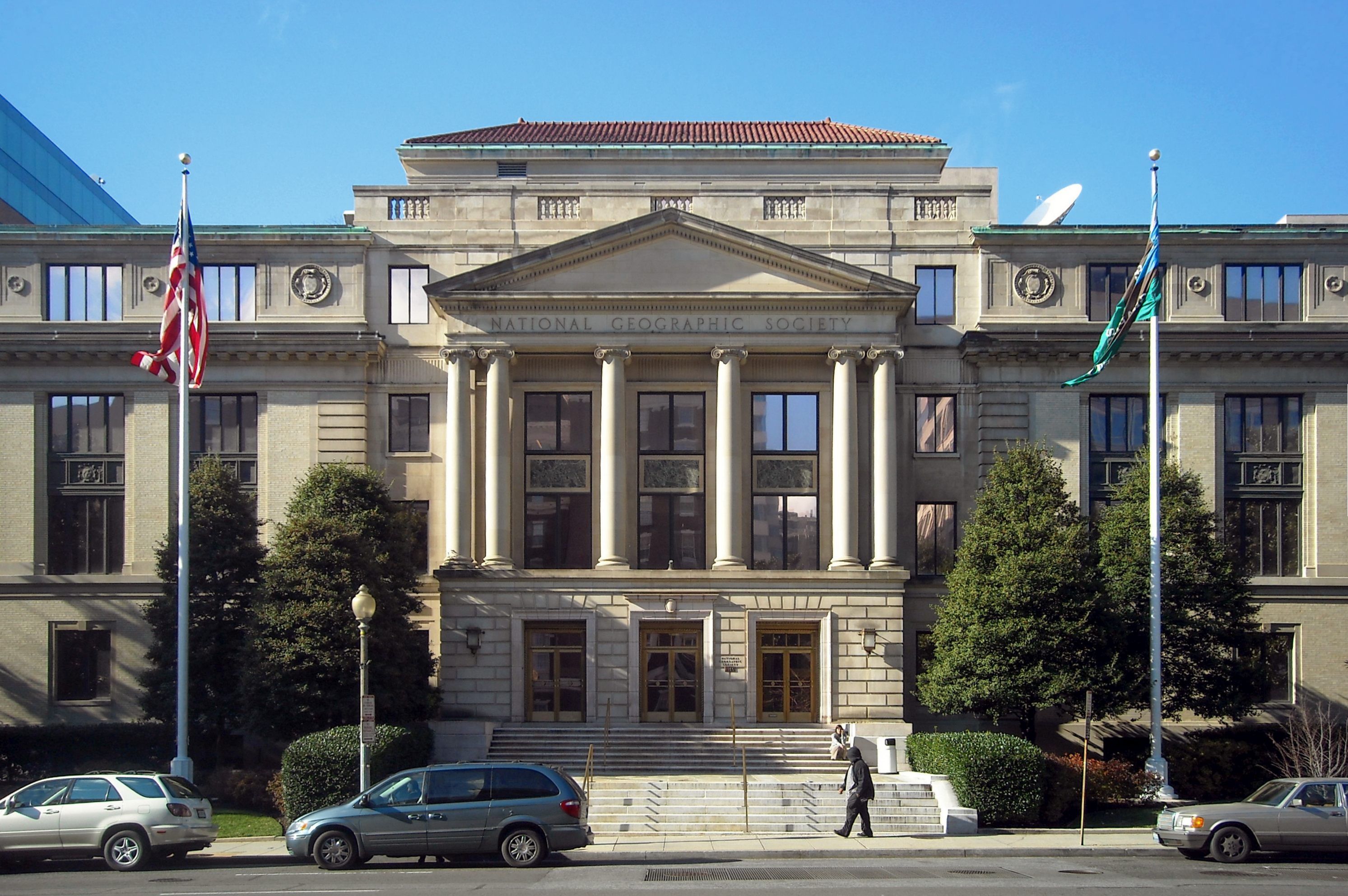
Американського національного у Вашингтоні
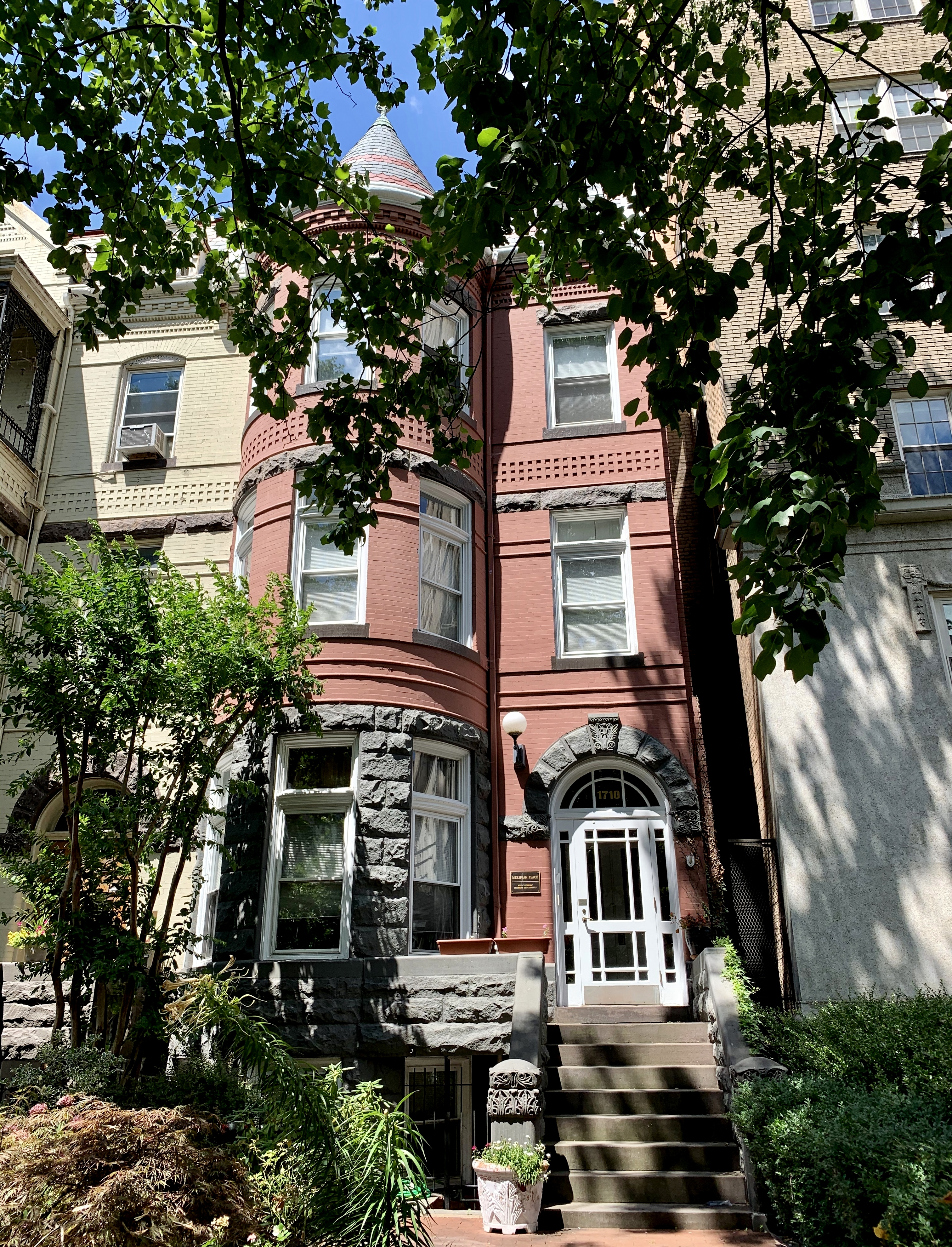
Американської асоціації географів у Вашингтоні
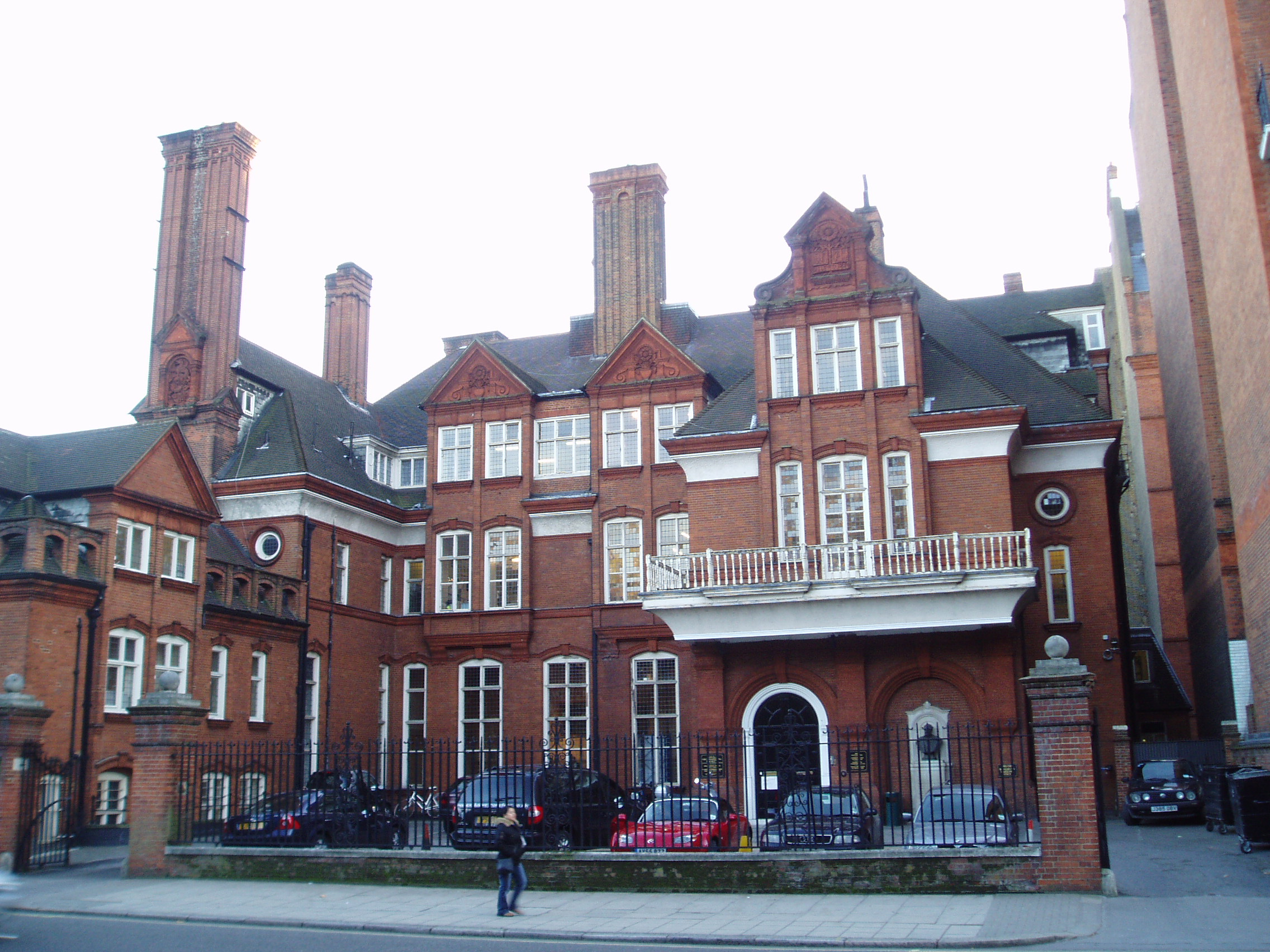
Британського королівського у Кенсінгтоні
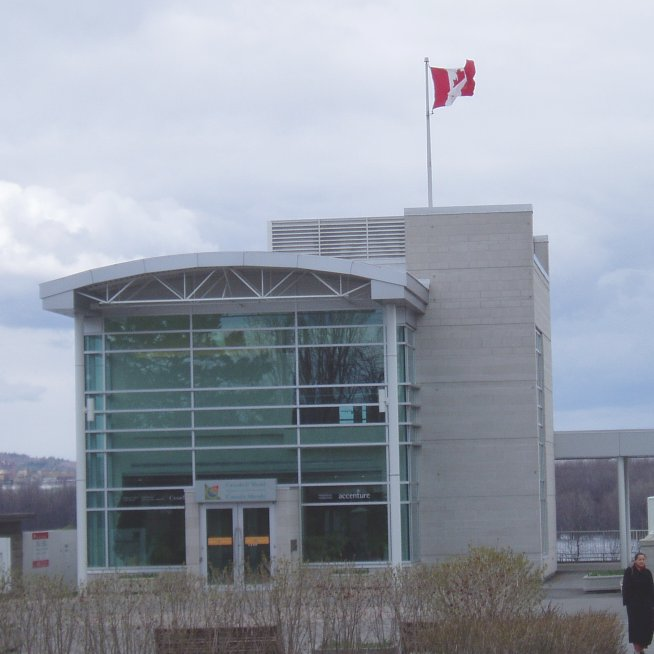
Канадського в Оттаві
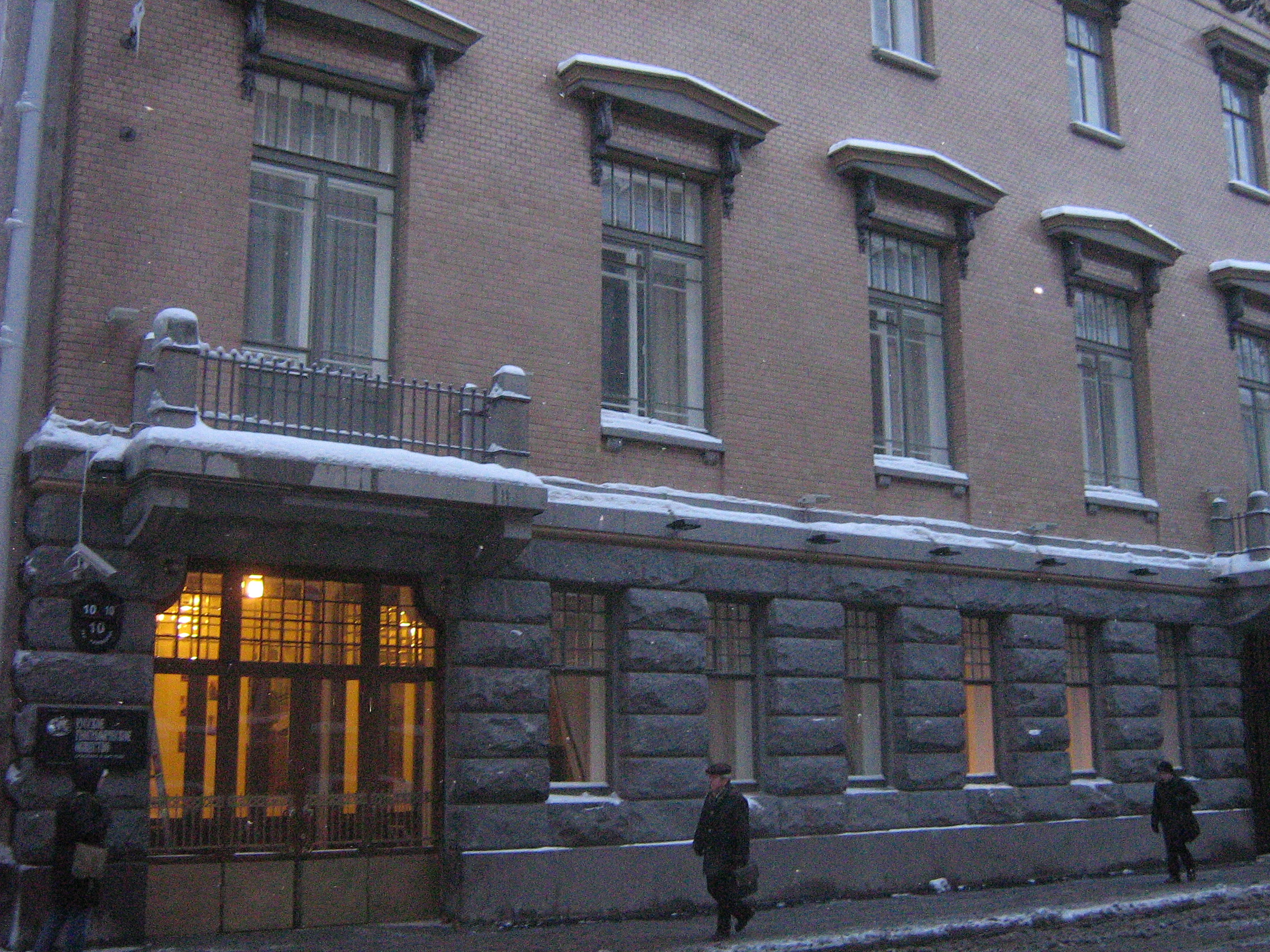
Російського у Санкт-Петербурзі
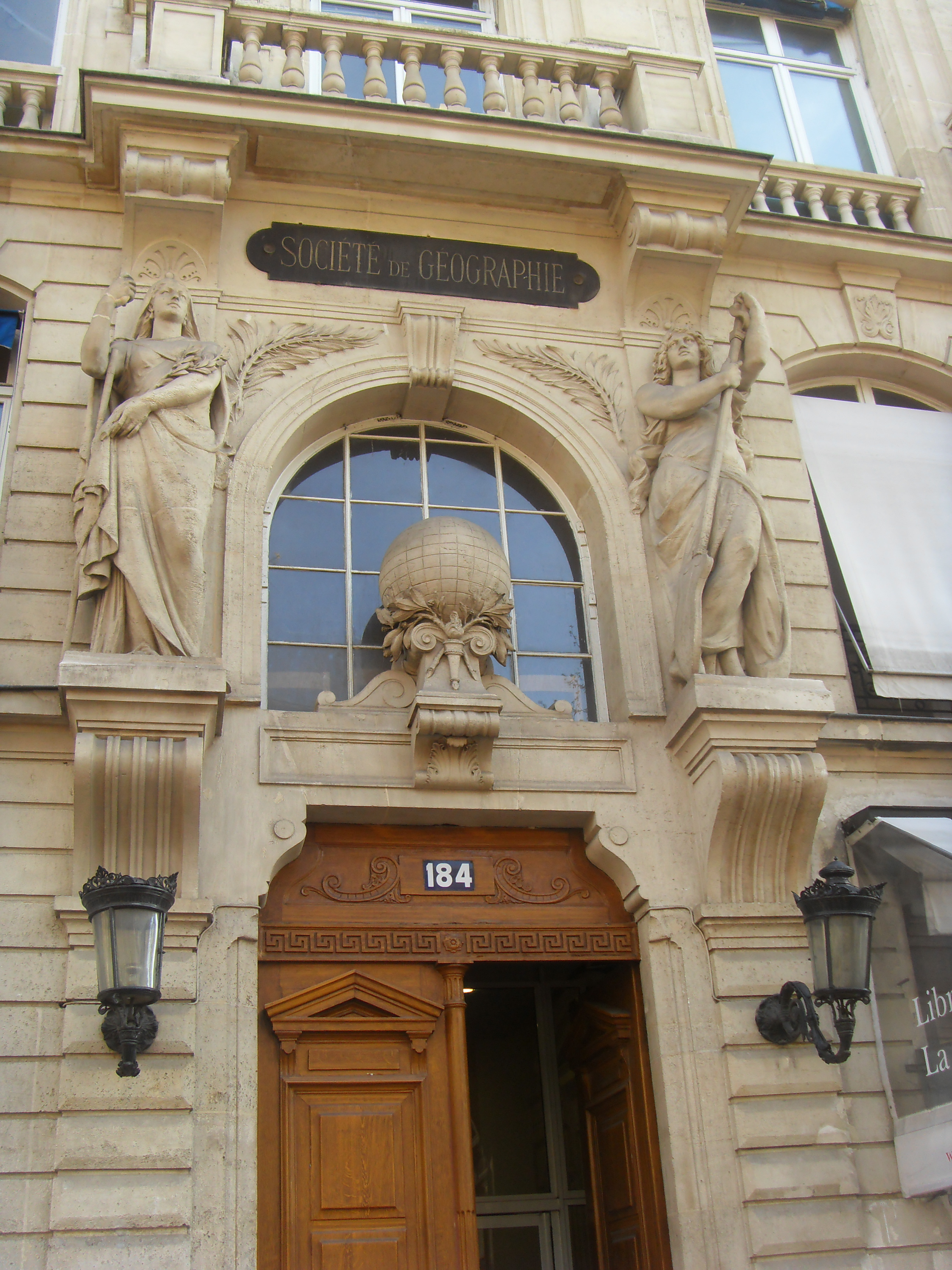
Французького в Парижі

## Періодика
Головною географічною науковою періодикою в Україні є міжвідомчі збірники: «Фізична географія та геоморфологія», «Часопис картографії», «Метеорологія, кліматологія та гідрологія», «Гідрологія, гідрохімія і гідроекологія», «Економічна та соціальна географія», «Географія та туризм».

## Освіта

### Вища

#### Україна
В Україні перші географічні кафедри було створено при Київському (Петро Броунов), Харківському (Андрій Краснов) та Одеському (Гаврило Танфільєв) університетах.

### Англійською
1. (англ.) Key Methods in Geography / N. Clifford, S. French, G. Valentine (Eds.). — SAGE, 2010. — 569 p.
2. (англ.) Research Methods in Geography: A Critical Introduction / B. Gomez, J.P. Jones (Eds.). — Blackwell Publishing, 2010. — 459 p.

### Німецькою
1. (нім.) Hanno Beck: Geographie. Europäische Entwicklung in Texten und Erläuterungen. (Orbis academicus. Problemgeschichten der Wissenschaft in Dokumenten und Darstellungen. Band II/16). Karl Alber, Freiburg / München 1973, ISBN 3-495-47262-2
2. (нім.) Hans Gebhardt, Rüdiger Glaser, Ulrich Radtke, Paul Reuber (plus 130 Autoren): Geographie — Physische Geographie und Humangeographie. Spektrum Akademischer Verlag in Elsevier, Heidelberg 2006/2007, ISBN 3-8274-1543-8.
3. (нім.)  Hans Heinrich Blotevogel: Geographie. In: E. Brunotte, H. Gebhardt, M. Meurer, P. Meusberger, J. Nipper (Hrsg.): Lexikon der Geographie. Spektrum, Heidelberg 2002, ISBN 3-8274-0416-9.
4. (нім.) Hartmut Leser (Hrsg.): Wörterbuch Allgemeine Geographie. DTV und Westermann, München 2005, ISBN 3-423-03422-X.
5. (нім.) Katharina Fleischmann; Ulrike Meyer-Hanschen, Stadt Land Gender: Einführung in feministische Geographien. Helmer, Königstein/Taunus 2005, ISBN 1-4051-0186-5

### Іспанською
1. (ісп.) Canal Apaza, Luis (2007). Geografía Regional. CBT.
2. (ісп.) Cuadrat, J.M; PITA, Mº.F. (2000). Climatología, Segunda edición, Madrid: Cátedra Geografía.
3. (ісп.) Ferreras, C.; Fidalgo, C.E. (1999). Biogeografía y edafología. Madrid: Síntesis.
4. (ісп.) López Bermúdez, Francisco y Otros (1992). Geografía física. Madrid: Cátedra Geografía.
5. (ісп.) Méndez, Ricardo (1997). Geografía económica. La lógica espacial del capitalismo. Barcelona: Ariel Geografía.
6. (ісп.) Puyol, Rafael; Estébanez, José; Méndez, Ricardo (1995). Geografía humana. Madrid: Cátedra Geografía.
7. (ісп.) Valencia Rangel, Francisco (1987). Introducción a la Geografía Física, 13a edición, México: Herrero.

### Російською
- (рос.) Баранский Н. Н. Научные принципы в географии // Избранные труды. — М. : Лепсель, 1980.
- (рос.) Дьяконов К. Н., Касимов Н. С., Тикунов В. С. Современные методы географических исследований. — М. : АО «Учебная литература», 1996. — 207 с. — ISBN 5-09-004567-4.
- (рос.) Максаковский В. П. Географическая картина мира. В 2-х книгах. — М. : Дрофа, 2006. — С. 495.
- (рос.) Мересте У. Н., Ныммик С. Я. Современная география : вопросы теории. — М. : Мысль, 1984.
- (рос.) Мукитанов Н. К. От Страбона до наших дней : Эволюция географических представлений и идей. — М. : Мысль, 1985. — 240 с. — 45 000 прим.
- (рос.) Саушкин Ю. Г. Географическая наука в прошлом, настоящем, будущем. — М., 1973.
- (рос.) Саушкин Ю. Г. История и методология географической науки. — М. : Издательство Московского университета, 1976.
- (рос.) Хаггет П. География : синтез современных знаний. — М. : Прогресс, 1979. — 684 с.
- (рос.) Хореев Б. С. Некоторые методологические вопросы науковедения и развития теории географической науки // География в системе наук. — Л. : Наука, 1987.